# Эфир, Михал
Михал Эфир (пол. Michał Efir; 14 апреля 1992, Люблин, Польша) — польский футболист, нападающий клуба «Рух (Хожув)».

## Клубная карьера
Михал начал свою футбольную карьеру в клубе «Венява» из Люблина. В 2008 году перешёл в юношескую команду «Легии».
21 апреля 2012 года дебютировал в Экстраклассе, выйдя на замену в матче против познанского «Леха». В матче заключительного, 30-го тура чемпионата 2011/12 Эфир вновь вышел на поле в составе «Легии».
В мае 2012 года нападающий получил травму (разрыв крестообразных связок) и выбыл из строя на полгода. 26 мая 2012 года было объявлено, что Эфир был признан лучшим молодым игроком чемпионата Польши. В феврале 2013 года, только восстановившись после перенесённой травмы, Михал вновь получает повреждение. Обследование показало, что снова произошёл разрыв крестообразных связок. В апреле 2013 года Эфиру была сделана операция, срок восстановления составил более 6 месяцев.